# Морнарички истражитељи (2. сезона)
Друга сезона амерички полицијо-процедуралне драме МЗИС је емитована од 28. септембра 2004. до 24. маја 2005. године на каналу ЦБС. Ова сезона се донекле удаљава од поморског окружења серије и укључује више развоја ликова него прва сезона.
У епизоди „НН поручница” је уведен црно-бели „преглед” који се приказује на почетку сваког чина те епизоде и користи се и дан-данас.
У другој сезони агент екипе из Норфолка Тимоти Мекги унапређен је у теренског агента са пуним радним временом и пребачен у штаб МЗИС-а у Вашингтону да ради са екипом за решавање тешких случајева. Тони Динозо је умало умро од плућне куге у епизоди "Запечаћено пољупцем" док је последња епизода сезоне "Сумрак" завршено потресним и неочекиваним обртом: Кејтлин Тод је убио Ари Хасвари.

## Опис
Шон Мареј, који се епизодно појављивао у претходној сезони, је унапређен у главну поставу.

## Улоге

### Главне
- Марк Хармон као Лерој Џетро Гибс
- Саша Александер као Кејтлин Тод
- Мајкл Ведерли као Ентони Динозо мл.
- Поли Перет као Ебигејл Шуто
- Шон Мареј као Тимоти Мекги
- Дејвид Мекалум као др Доналд Малард

### Епизодне
- Брајан Дицен као Џејмс Палмер (Епизоде 1-6, 8-9, 11, 13-23)

## Епизоде
| Бр. у серији | Бр. у сезони | Назив                 | Редитељ          | Сценариста | Пpемијерно емитовање | Пpод. код | Бр. гледалаца (у милионима) |
| --- | ------------ | --------------------- | ---------------- | --- | -------------------- | --------- | --------------------------- |
| 24 | 1            | "Не видети зло"       | Томас Џ. Рајт    | Крис Кроу | 28. септембар 2004.  | 201       | 14.33                       |
| Када је осмогодишњу ћерку Сен и и супругу Џил војног капетана отек тајанствени хакер да би га уцењивао за два милиона из владиног фонда, Гибс и његова екипа се суочавају са јединственим изазовом. Неочекивано преокрет се догађа кад Еби и Макги успевају да нађу новац. Након што им је помогао да реше случај, Тим Макги, који је био ту због преноса из Норфолка, добија изненађење од Гибса. Унапређен је у пуног теренског агента и као исход тога је пребачен у екипу, постајући стални члан Гибсове екипе. |              |                       |                  | |                      |           |                             |
| 25 | 2            | "Клуб добрих жена"    | Денис Смит       | Гил Грант | 5. октобар 2004.     | 202       | 14.28                       |
| Мумифицирани остаци жене у венчаници су пронађени у напуштеном војном дому у станици Норфолк. Кад су Гибс и његове екипа отишли да истраже, откривају да је просторија у којој је жртва била направљена као је дна из '50-тих што наводи Кејт да мисли да је осумњичени серијски убица, онај за кога мисли да је претрпео страшно насиље као дете. У потрази за одговорима, Макги открива пријаву нестале особе, овог пута у Џексонвилу у вези подофицирке која је на путу ка послу нестала и која није нађена већ четири месеца. Екипа одлази у базу и ради са тамошњим специјалним агентом МЗИС-а у нади да ће пронаћи несталу подофицирку пре него што буде касно и да зауставе убицу једном за свагда. |              |                       |                  | |                      |           |                             |
| 26 | 3            | "Нестао"              | Џејмс Витмор мл. | Џорџ Шенк и Френк Кардеа | 12. октобар 2004.    | 203       | 14.86                       |
| Војни хеликпотер је откривен у ликовим у житу близу руралне заједнице Димни Углови у Западној Вирџинији. Екипа открива заверу стару деценијама која је обавила град као и неке грађане који се труде са великим напорима да сакрију тајну која би моглада да помогне у решавању злочина и да нестали пилот има нека "незавршена посла" која мора да заврши. Након дана трагања за пилотом, Гибс схвата да морају да промене тактику. Време тече док тим мора да нађе пилота пре него што се трагедија деси. |              |                       |                  | |                      |           |                             |
| 27 | 4            | "НН поручница"        | Ден Лернер       | Синопсис: Стивен Лонг Мичел, Крејг В. ван Синкл, Доналд П. Белисарио и Гил Грант Сценарио: Стивен Лонг Мичел и Крејг В. ван Синкл | 19. октобар 2004.    | 204       | 14.05                       |
| Док су били на одсуству, двојица морнара откривају тело младе жене обучено у војну униформу и због тога што нема личну карту, добила је име НН поручница. Ипак, случај постаје личан за Дакија када примети да случај има сличности са оним који је истраживао пре десет година. Узастопно, подофицирку која је чувала место злочина је Макги знао од раније, али њене напори да помогне екипи у решавању случаја су преокренути када је тело НН поручнице препознао неочекивани извор. |              |                       |                  | |                      |           |                             |
| 28 | 5            | "Гробље костију"      | Теренс О’Хара    | Џон Ч. Кели | 26. октобар 2004.    | 205       | 13.68                       |
| Екипа МЗИС-а долази на место злочина и проналази неколико остатака упркос томе што војни ОИЗ наваљује да је цео догађај била несрећа. Када се за једне остатке открије да припадају агенту ФБИ-ја који је радио на тајном задатку и који је добио добре батине пре смрти, екипа схвата да је дошла на територију за бацање лешева коју мафија користи већ осамнаест година да се реши лешева. ФБИ сумња да је агенцијска кртица одговорна за откривање и смрт убијеног агента и изгледа као да ће Форнел да падне за оно што се дешава док ће права кртица остати непримећена. Не желећи да Форнел падне, Гибс креће у потрагу за правом кртицом и да ослободи Форнела, користећи тактиику која потреса екипу. |              |                       |                  | |                      |           |                             |
| 29 | 6            | "Завршно одсуство"    | Џеф Вулно        | Роџер Директор | 16. новембар 2004.   | 206       | 15.27                       |
| Када је ветеран из Ирака, поручница-командирка Микаела "Мики" Шилдс, која је пред пензијом, прећено и коју је замало убио скуп терориста који јежелео да јој се освети јер је случајно убила неке грађане док је била у рату, екипа МЗИС-а долази да заштити њу и њену породицу од даље опасности. Док покушавају да наговоре агента ФБИ-ја да им помогне, екипа је уверена да је иткрила бомбаша, али, нажалост, агент ФБИ-ја више занима да побије све чланове терористичке ћелије него да се породица заштити. Ипак, ствари нису као што изгледају кад друга ауто-бомба замало убије Тонија и Кејт док су штитили поручницу-командирку. Сат откуцава за екипу јер имају само неколико дана да реше случај пре него што поручница-командирка оде у пензију и постане обична грађанка. |              |                       |                  | |                      |           |                             |
| 30 | 7            | "Зов тишине"          | Томас Џ. Рајт    | Роџер Директор | 23. новембар 2004.   | 207       | 14.71                       |
| Бивши војник и прималац Ордена части, каплар Ерни Јост, који се борио у Другом сцетском рату признаје да је убио свог саборца током битке у Иво Џими док су се борили против Јапанаца. Вучена топлином ветерана, екипа постаје лично умешана док покушава да реконструише ту ноћ и шта се десило док Гибс тражи помоћ од јапанског ветерана који му је друг. |              |                       |                  | |                      |           |                             |
| 31 | 8            | "Сломљено срце"       | Денис Смит       | Џорџ Шенк и Френк Кардеа | 30. новембар 2004.   | 208       | 15.65                       |
| Војни командир је експлодирао у болничком кревету након успешне операције што води Макгија да закључи да је то било спонтано људско сагоревање. Ипак, док се истраживала прошлост мртваца, екипа открива да је стекао много непријатеља недавно, међу којима су и редови, који постају главни осумњичени због бизарног понашања. На жалост, морају да нађу новог осумњиченог када један редов присили Кејт да га упуца и као исход тога умре. Али током анализе доказа са места смрти, Еби и Тони откривају истину иза командирове смрти и успевају да нађу новог осумњиченог, а Даки развија симпатије према лекарки која је лечила командира. |              |                       |                  | |                      |           |                             |
| 32 | 9            | "Провала"             | Денис Смит       | Џеси Стерн и Џон Ч. Кели | 7. децембар 2004.    | 209       | 14.59                       |
| Војникова жена је упуцала провалника у самоодбрани који јој је провалио у кућу током ноћи и који је хтео да је силује, али ствари се мењају када Гибс и екипа открију да је можда она намамила провалника у њену кућу под изговором на састанак. Кад Еби открије да жена није послала поруку, случај постаје чуднији него што су очекивали. |              |                       |                  | |                      |           |                             |
| 33 | 10           | "Везани"              | Томас Џ. Рајт    | Френк Милитари | 14. децембар 2004.   | 210       | 14.64                       |
| Тони иде на тајни задатак као одбегли робијаш. Везан је за робијаша који има податке о украденим ирачким уметнинама. Током истраге, Тони нестаје, а ГПС одашиљач који је Еби поставила на њега више не ради. После открића да је робијаш са којим је тони можда убица који је окрвавио руке, екипа схвата да је Тонијев живот можда у опасности и трка се са временом да га нађе пре него што буде касно. У уреду, Макги мора да се суочи са упадима помоћника државног секретара. |              |                       |                  | |                      |           |                             |
| 34 | 11           | "Црна вода"           | Теренс О’Хара    | Синопсис: Џон Ч. Кели и Хуан Карлос Кото Сценарио: Хуан Карлос Кото                                                               | 11. јануар 2005.     | 211       | 15.40                       |
| Тело војног официра је пронашао у ауту који је извукао из језера познати приватни истражитељ. Човек се водио као нестао две године што доводи до исхода да се понуди награда оном ко открије истину. Приватни истражитељ сад хоће да покупи награду коју је објавила породица, али МЗИС мора да заврши истрагу и пронађе убицу пре него што се новац исплати. Случај се из несреће претвара у убииство када Макги открије метак у колима. Екипа прво мисли да је човеков брат главни осумњичени, али форензички докази указују на потпуно други сценарио. |              |                       |                  | |                      |           |                             |
| 35 | 12           | "Дупло"               | Теренс О’Хара    | Џек Бернстин | 18. јануар 2005.     | 212       | 14.53                       |
| Телепродавац је чуо убиство док је покушавао да прода робу преко телефона. Екипа истражује уз помоћ тамошње екипе детектива чије личности одговарају Гибсу и његовој екипи. Сваки члан екипа открива посебну кључну чињеницу у случају што доводи до открића да убиство није онакво какво изгледа. Када Еби и Макги открију да је покојник користио војни рачунарски састав за своју новчану корист, они се саветују са људима са којима је радио да виде да ли они могу да помогну око проналаска оног који га је желео мртвог. Истрага се преокреће када је нестали подофицир откривен мртав након што је упуцан из близине. |              |                       |                  | |                      |           |                             |
| 36 | 13           | "Слагалица од меса"   | Томас Џ. Рајт    | Френк Милитари | 8. фебруар 2005.     | 213       | 12.74                       |
| Након неколико месеци, Даки и Џими коначно почињу да препознавају тела у слагалици од меса на којој су радили. Недуго након тога Даки схвата да су све жртве учествовале на суђењу на ком је Даки сведочио, случај медицинског вештака Винсента Хенлона. Хенлон је оптужен за силовање и убиство младе војне поручнице и на крају је осуђена на осам година као исход. Ускоро се открива да су мртваци били умешани у случај. Тони и Кејт су добили задатак заштите, што значи да чувају Дакија и његову стару мајку, али Кејт прави грешку чији је исход била отмица Дакија из његове куће у току ноћи. Екипа жури да га нађе пре него што заврши мртав као остале жртве. У међувремену, Џими и Еби радећи заједно откривају изненађујуће откриће. Винсент Хенлон, за кога се мислило да је погинуо у саобраћајној несрећи, није мртав. Зуби леша се поклапају са Хенлоновим, док је тело од неког другог.                    |              |                       |                  | |                      |           |                             |
| 37 | 14           | "Сведок"              | Џејмс Витмор Мл. | Џорџ Шенк и Френк Кардеа | 15. фебруар 2005.    | 214       | 13.04                       |
| Лепа млада МИТ-овкиња сведочи дављењу морнара. Тамошња полиција сумња у њену причу, али Макги тврди да њена прича захтева даљу истрагу. Када је тело несталог морнара пронађено на другом месту, прича почиње да има смисла. Сведок такође заробљава Макгија који, након изненадног прекорета у истрази, не знајући држи кључ за решавање случаја, али ствари се претварају у трагедију када је млада сведокиња задављена што води Гибса и екипу да сазнају не само ко је одговоран за морнареву смрт, него и за женину смрт. |              |                       |                  | |                      |           |                             |
| 38 | 15           | "Снимљен на траци"    | Џеф Вулно        | Крис Кроу, Џон Ч. Кели и Гил Грант                                                                                                | 22. фебруар 2005.    | 215       | 13.59                       |
| Војник је пао са литице, а његова камера је забележила његову смрт. Главни осумњичени су његова жена и његов најбољи друг са којим је био у кампу. Гибс сазнаје да су имали аферу иза леђа покојника ипокушава да их натера да окриве једно друго. У међувремену, Еби уз Макгијеву помоћ реконструише снимљени материјал камере и открива да је претходно одбачени осумњичени био на литици у време смрти. |              |                       |                  | |                      |           |                             |
| 39 | 16           | "Поп живот"           | Томас Џ. Рајт    | Френк Милитари | 1. март 2005.        | 216       | 13.68                       |
| Шанкер из плесног клуба се буди у кревету са мртвом подофицирком поред себе и тврди да то није жена са којом је дођао кући, упркос томе што је био пијан у то време. ДНК анализа открива да је говорио истину, али екипа и даље мора да открије да ли он није убио покојну. Жртвина сестра и тамошњи пословни човек можда знају више него што говоре. |              |                       |                  | |                      |           |                             |
| 40 | 17           | "Око за око"          | Денис Смит       | Стивен Кејн | 22. март 2005.       | 217       | 14.86                       |
| Када подофицирка која је радила у Истражној прими два кобалтно плава ока поштом, екипа МЗИС-а почиње да истражује случај. Морнар се убија, а Еби поклапа очи са девојком из Јужне Америке на фотографији са покојниковим предавачем. Кејт и Тони морају да путују на одредиште Троструке границе Парагваја да би открили узнемиравајућу истину. |              |                       |                  | |                      |           |                             |
| 41 | 18           | "Бикини зона"         | Стивен Крејг     | Дејвид Џ. Норт | 29. март 2005.       | 218       | 14.27                       |
| Прелепа такмичарка у бикинију са Вирџинијске плаже се удавила у тоалету јавног купатила. Када је екипа открила да је позирала делимично гола у часопису и да је била трудна у тренутку смрти, почели су да траже оца. Љубавна писма потичу до робијаша пуштеног на условну слободу, а када је бивши цимер из ћелије понудио податке, Тони открива да су обоје део истог братства и раздражује Кејт када су се два мушкараца повезала. Откривено је да је слике направио супруг њене најбоље другарице који је ћутао јер је његова супруга невероватно несигурна и стално испитује сваки његов покрет, чак му проверава и телефон и е-пошту. Док су мужа испитивали због његове умешаности у њену смрт, лапсус је довео Гибса до правог убице. На крају епизоде, уживајући у присећању на своју прошлост, Тони и његови другови са факултета су отишли у Панамаград на одмор где је он открио сочну тајну из Кејтине прошлости. |              |                       |                  | |                      |           |                             |
| 42 | 19           | "Теорија завере"      | Џеф Вулно        | Френк Милитари | 12. април 2005.      | 219       | 13.89                       |
| Гибс и његова екипа су позвани да истраже могући злочин када је подофицирка Џесика Смит открила да ју је напао човек који је носио ордење из рата и панцир, али нема доказа који указују да се то десило. Њена терапеуткиња, поручница Витен, открива да подофицирка Смит има параноичне делузија чији је окидач био смрт њеног вереника у Ираку месец дана раније. Ствари добијају потресан преокрет када Гибс и Кејт касније пронађу Џесику мртву у њеној соби када се обесила, али Даки касније открива да је бећ била мртва и да је бешење исценирано. Уз помоћ специјалног агента ФБИ-ја Тобијаса Форнела, Гибс и екипа откривају да су она, њене колегинице и сиххов надређени били предмет текуће истраге и да је осумњичени можда хтео да ућутка Џесику. У међувремену, Тони користи срамотну Кејтину фотографију на журци за пролећни распуст да је терорише.                                                         |              |                       |                  | |                      |           |                             |
| 43 | 20           | "Црвена ћелија"       | Денис Смит       | Кристофер Силбер | 26. април 2005.      | 220       | 13.67                       |
| Војник је пронађен мртав на тамошњем факултетском кампу са сломљеним вратом, а његов друг и колега војник је нестао. Макги и Еби откривају траг у е-пошти са наколико фотографија мртвог војика и његовог несталог друга где су им лица заокружена, а Гибс открива да су војник и скуп студената ВРООК-а били део удружења пејтбола. У лабораторији, Еби прима поруке од хакера са шифрованом поруком о два војника. Нестали војник је пронађен мртав на напуштеном градилишту што води екипу до закључка да су смрти можда исход тога што је пејнтбол кренуо низбрдо или нечег другог што екипа није очекивала. |              |                       |                  | |                      |           |                             |
| 44 | 21           | "Локални херој"       | Џејмс Витмор Мл. | Џорџ Шенк и Френк Кардеа | 3. мај 2005.         | 221       | 13.55                       |
| Извршилац последње воље и тестамента војника открива костурске остатке нестале девојке у покојниковом изнајмљеном складишту. Пошто је подофицир који је погинуо у Ираку одабран за Сребрни звезду, јако је дажно да МЗИС- открије да ли је он убица у нредна 24 часа или Сребрну звезду он неће добити. Узорци земље и даља истрага воде Еби до открића да, ако је подофицир био убица, није радио сам. Тони и Макги проналазе снимак камере који доказује да је подофицир бии потпуно невин. У међувремену, Тонијева кола су украдена и она касније открива да су била коришћена у пљачки километрима даље у Тенесију и да су на вечерњим вестима због пребрзе вожње. |              |                       |                  | |                      |           |                             |
| 45 | 22           | "Запечаћено пољупцем" | Денис Смит       | Доналд П. Белисарио | 10. мај 2005.        | 222       | 13.58                       |
| Настаје хаос у МЗИС-у кад Тони отвори коверту са малим белим прахом у њој што је можда смртоносна бактерија. Цео уред је затворен и одвојен, а једино су лабораторија и обдукција отворени. Кејт и Тони су одвојени у био-одвојеној просторији док су Гибс и Макги су приморани да се запечате у заштитна одела да би могли да помогну. Писмо унутра им каже да постоји лек, али да би добили лек пре него што истекне временски период од 32 сата, МЗИС мора поново да истражује нерешени случај силовања од пре четири године где су сви главни осумњичени (старији из морнаричке академије) ослобођени због ДНК. Како временски оквир пролази и постаје јасно да је једна особа заражена, Гибс мора да пронађе одговорне пре него што изгуби једног свог агената. |              |                       |                  | |                      |           |                             |
| 46 | 23           | "Сумрак"              | Томас Џ. Рајт    | Џон Ч. Кели | 24. мај 2005.        | 223       | 14.74                       |
| Кад се Ари Хасвари вратио у земљу да убије Гибса, екипа покушава да заустави Арија да изврши задатак. У међувремену, такође покушавају да открију ко је убио морнаре који нису били на дужности чије су смрти можда повезане са предстојећим терористичким нападом и крађом беспилотне летелице из друштва. Али на крају, то можда није довољно јер МЗИС-овци плаћају врло скупу цену када је неко од њихових свирепо убијен у Гибсовој и Аријевој борби, а због трагедије екипа је промењена заувек као исход. Последња стална појава Кејтлин Тод. |              |                       |                  | |                      |           |                             |